# متیو موی
متیو موی (به انگلیسی: Matthew Moy) (زاده ۳ فوریهٔ ۱۹۸۴ ) بازیگر آمریکایی است.
از فیلم‌های معروف او می‌توان به بازی در مجموعه تلویزیونی دو دختر ورشکسته اشاره کرد.